# Helmut Weitz
Helmut Weitz (Düsseldorf, 5 gennaio 1918 – Düsseldorf, 1966) è stato un pittore e grafico tedesco.

## Biografia
Weitz ha studiato pittura all'Accademia d'arte di Düsseldorf. Viaggi di studio lo portano in Italia, Spagna e Jugoslavia. Crea cicli grafici, disegni a penna e a colori, dipinge figure, nudi, nature morte, paesaggi e vedute. Ha combattuto sulla linea Gustav nella zona tra Villa Latina e San Biagio Saracinisco nella Valle di Comino durante la seconda guerra mondiale. A guerra conclusa rimase a Villa Latina fino al 1952, anno in cui ritornò in Germania per poi prendere parte di un gruppo di artisti renani come Artur Buschmann, Hermann Hundt, Peter Janssen il Vecchio. J., Ari Walter Kampf, Heinz May, Kurt Neyers, Lisette Neyers (1919–≈1970), Oswald Petersen, Robert Pudlich e Hans Schröers, arrivando alla galleria di Hella Nebelung. Il 22 dicembre 1945 ha organizzato un nuovo inizio artistico nella Düsseldorf devastata dalla guerra in una prima mostra gratuita e non controllata dallo stato. Nel 1946 fu uno degli artisti della Secessione renana, che venne riattivata o rifondata con una mostra nell'ampliamento ricostruito della galleria d'arte di Düsseldorf danneggiata dalla guerra. Partecipò anche alla Mostra d'arte del ferro e dell'acciaio, che si tenne nel 1952 al palazzo d'arte presso la Corte di onore di Düsseldorf.
Weitz era il marito dell'artista Alice Koch-Gierlichs .

## Opere
- Gustaf Gründgens come principe in " Emilia Galotti " , 1943 circa, olio su tela, 100×109 cm, Museo del teatro Düsseldorf.[1]
- Paesaggio serale, 1943, legno, 71 × 120 cm, Museum Kunstpalast, Düsseldorf.
- Paesaggio urbano, 1945, tela, 55,2 × 81,6 cm, Museo Lehmbruck , Duisburg.
- Villa Latina, 1951, 73×51 cm, acquarello e inchiostro nero su carta da acquerello, Villa Latina.[2]